# Johann Reuchlin
Johann Reuchlin, född 23 februari 1455 i Pforzheim i Baden, död 30 juni 1522 i Liebenzell, var en tysk humanist som blev banbrytande för reformationen.

## Bakgrund
Efter att Reuchlin läst vid latinskolan i sin födelsestad kom han 1470 till universitetet i Freiburg där han bara stannade en kort tid. Markgreve Karl av Baden anställde Reuchlin som hovsångare eftersom han hade en vacker sångröst. Sedan markgreven lärt känna honom fick han följa en av grevens söner till universitetet i Paris. Där studerade han framför allt latin och grekiska under ledning av berömda lärare. 
När han blev tvingad att tillsammans med grevens son lämna Paris begav han sig till universitetet i Basel där han fortsatte sina klassiska studier och han började även själv att hålla föreläsningar. Han gav där ut ett latinskt lexikon, Breviloquus sive dictionarium singulas voces latinas breviter explicans. Han blev filosofie magister 1477 och efter det började han att hålla föreläsningar om det grekiska språket.
Han fick kritik för denna nydaning så därför lämnade han Basel och åkte först tillbaka till Paris och senare till Orléans. Där började han att studera juridik och fortsatte dessa studier i Poitiers, där han blev juris licentiat. Han återvände till sin hemort 1481 och började att arbeta som advokat i Tübingen. Samtidigt som han arbetade blev han juris doktor  och höll grekiska föreläsningar.

## Reuchlin adlas
Greve Eberhard I av Württemberg anställde honom som sin privatsekreterare och som sådan fick han följa greven till Rom 1482 för att delta i en audiens hos Sixtus IV. Där väckte han grekernas förvåning genom sina kunskaper om deras språk och enligt de seder som fanns på den tiden fick han namnet Kapnion på grekiska. Under återresan från Rom fick han i Florens lära känna flera framstående humanister som samlats omkring Lorenzo de' Medici. 
1484 blev Reuchlin assessor vid hovrätten i Stuttgart och användes av greve Eberhard för flera uppdrag i andra hov. Efter ännu en resa till Italien följde han greven till kejsar Fredrik III i Linz som tyckte mycket bra om honom. Kejsaren visade honom heder och värdighet upphöjde honom i adligt stånd till pfalzgreve.

## Fortsatta studier
Kejsarens livmedikus introducerade honom i studier i det hebreiska språket och Reuchlin började därefter med stor inspiration att studera Kabbala. Resultatet av dessa studier kom 1494 i arbetet De verbo mirifico som till stor del lade grunden till hans litterära rykte.
Från denna tid var det hebreiska språket och litteraturen de mest intressanta ämnena i Reuchlins studier. Han blev inte bara Tysklands förste grecist utan även hela renässansens förste hebraist. Som trespråkig ansågs han som främste inom hela humanismen.
Greve Eberhards död 1496 fick honom att lämna Stuttgart och bege sig till Heidelberg där han anställdes vid kurfursten Filip av Pfalz hov. År 1498 skickades han av kurfursten till Rom och stannade där hela året för klassiska studier.
År 1499 åkte han tillbaka till Stuttgart och valdes 1502 till domare vid den schwabiska förbundsdomstolen, men när domstolen förlades till Augsburg så lämnade han sitt ämbete och ägnade sig därefter uteslutande åt advokatyrket och vetenskapligt arbete.
År 1506 kom hans banbrytande arbete De rudimentis linguce hebraicce som han i förordet själv betecknade som "monumentum ære perennius".

## Protest mot bränning av judiska skrifter
1510 blev Reuchlin inblandad i en långvarig strid med anledning av den döpte juden Pfefferkorns fanatiska judehat. Pfefferkorn hade lagt fram ett förslag att alla judiska skrifter skulle brännas och han hade fått Maximilian I och dominikanermunkarna i Köln på sin sida. Reuchlin som uttalade sig mot förslaget blev utsatt för våldsamma angrepp och förföljelser från de hätska dominikanernas sida. Reuchlin visade först en svag undfallenhet, men gick sedan till stark polemik. Reuchlin inledde då tillsammans med bland andra Ulrich von Hutten den så kallade ”striden mot de oberömda männen”, som utfördes med två brevsamlingar, Epistolae obscurorum virorum, som utgavs anonymt 1515-16. 
Kättarprocessen avgjordes 1514 till hans förmån, men återupptogs senare och han dömdes 1520 till evig tystnad.

## De sista åren
Sina sista år tillbringade Reuchlin som professor i hebreiska och grekiska dels i Ingolstadt, dels i Tübingen, och han hade ett högt anseende både som intellektuell och som människa. Han berörde aldrig direkt reformationens idéer, men genom sina grammatiska studier och arbeten i grekiska och hebreiska språken gagnade han i hög grad reformationens sak.
Han var en äkta lärd som inte hade Erasmus' begär efter ryktbarhet och han var även inblandad i en filologisk diskussion med Erasmus.